# Chung kết Giải vô địch bóng đá nữ thế giới 1991
Trận chung kết Giải vô địch bóng đá nữ thế giới 1991 là trận đấu bóng đá diễn ra ngày 30 tháng 11 năm 1991 trên sân vận động Thiên Hà ở Quảng Châu, Trung Quốc. Trận đấu diễn ra giữa Na Uy và Hoa Kỳ nhằm xác định nhà vô địch của Giải vô địch bóng đá nữ thế giới 1991. Hoa Kỳ vượt qua Na Uy 2–1 với hai bàn của Michelle Akers-Stahl để trở thành nhà vô địch đầu tiên của Giải vô địch bóng đá nữ thế giới.

## Đường tới trận chung kết
| Đội         | Điểm | Tr | T | H | B | BT | BB | HS  |
| ----------- | ---- | -- | - | - | - | -- | -- | --- |
| Trung Quốc  | 5    | 3  | 2 | 1 | 0 | 10 | 3  | 7   |
| Na Uy       | 4    | 3  | 2 | 0 | 1 | 6  | 5  | 1   |
| Đan Mạch    | 3    | 3  | 1 | 1 | 1 | 6  | 4  | 2   |
| New Zealand | 0    | 3  | 0 | 0 | 3 | 1  | 11 | -10 |

| Đội       | Điểm | Tr | T | H | B | BT | BB | HS  |
| --------- | ---- | -- | - | - | - | -- | -- | --- |
| Hoa Kỳ    | 6    | 3  | 3 | 0 | 0 | 11 | 2  | 9   |
| Thụy Điển | 4    | 3  | 2 | 0 | 1 | 12 | 3  | 9   |
| Brasil    | 2    | 3  | 1 | 0 | 2 | 1  | 7  | -6  |
| Nhật Bản  | 0    | 3  | 0 | 0 | 3 | 0  | 12 | -12 |

## Chi tiết trận đấu
| Na Uy       | 1–2     | Hoa Kỳ               |
| ----------- | ------- | -------------------- |
| Medalen 29' | Báo cáo | Akers-Stahl 20', 78' |

| Na Uy |  | Hoa Kỳ |

| TM               | 1  | Reidun Seth         |  |     |
| HV               | 2  | Cathrine Zaborowski |  | 79' |
| TV               | 4  | Gro Espeseth        |  |     |
| HV               | 5  | Gunn Nyborg         |  |     |
| TV               | 6  | Agnete Carlsen      |  |     |
| TV               | 7  | Tone Haugen         |  |     |
| HV               | 8  | Heidi Støre (c)     |  |     |
| TĐ               | 9  | Hege Riise          |  |     |
| TĐ               | 10 | Linda Medalen       |  |     |
| TĐ               | 11 | Birthe Hegstad      |  |     |
| HV               | 16 | Tina Svensson       |  |     |
| Thay người:      |    |                     |  |     |
| TV               | 11 | Liv Strædet         |  | 79' |
| Huấn luyện viên: |    |                     |  |     |
| Even Pellerud    |    |                     |  |     |

| TM               | 1  | Mary Harvey          |     |
| TĐ               | 2  | April Heinrichs (c)  |     |
| TV               | 3  | Shannon Higgins      |     |
| HV               | 4  | Carla Werden         |     |
| HV               | 8  | Linda Hamilton       |     |
| TV               | 9  | Mia Hamm             |     |
| TĐ               | 10 | Michelle Akers-Stahl | 54' |
| TV               | 11 | Julie Foudy          |     |
| TĐ               | 12 | Carin Jennings       |     |
| TV               | 13 | Kristine Lilly       |     |
| HV               | 14 | Joy Biefeld          |     |
| Huấn luyện viên: |    |                      |     |
| Anson Dorrance   |    |                      |     |

| Trợ lý trọng tài: Ingrid Jonsson (Thụy Điển) Gertrud Regus (Đức) | Luật lệ: - 80 phút chính thức. - 20 phút hiệp phụ nếu cần thiết. - Sút luân lưu nếu tỉ số vẫn hòa. - Tối đa hai sự thay đổi người. |